# Misemono
Misemono (în japoneză 見世物), „spectacole” sau „expoziții”, au fost o parte importantă a culturii urbane japoneze în timpul perioadei Edo. Multe dintre spectacole au fost realizate în grabă și au fost caracterizate ca fiind crude. Termenul misemono datează din perioada Edo, deși precursorii plauzibili ai unor spectacole au apărut mai devreme. Printre spectacolele probabile care se jucau în perioada Edo unele erau fost realizate pentru a strânge fonduri pentru altare sau temple. Spectacolele se desfășurau nestingherite de încercările de a se respecta o anumită tradiție artistică și, astfel, de a oferi un valoros indice de evoluție a gustului popular.